# Primera batalla de Luçon

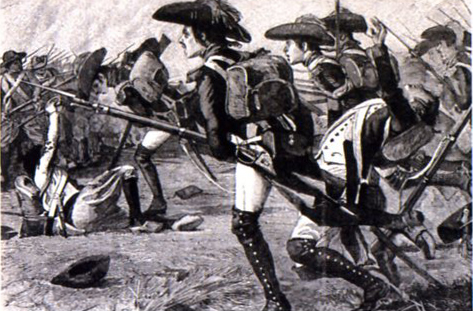
Defensa davant Luçon; quadre de Tom Drake (1850)

La primera batalla de Luçon té lloc durant la guerra de Vendée. El 28 de juny de 1793, la guarnició va rebutjar un atac dels vendeans contra la ciutat.

## Preludi
Mentre la major part de l'exèrcit de la Vendée preparava l'atac a Nantes, Royrand, general de l'exèrcit central, va intentar crear una diversió apoderant-se de Luçon. Després de reunir 6.000 homes a Chantonnay, Royrand va atacar el lloc el 28 de juny a les 5 de la tarda. Sandoz, que defensava la ciutat, havia desplegat les seves tropes a la plana davant de la ciutat.

## Batalla
No obstant això, els republicans eren clarament superats en nombre, de manera que el centre i el flanc esquerre comandat van fugir. El mateix general Sandoz també va abandonar el camp de batalla. D'altra banda, el capità dels dragons, Boissière va aconseguir resistir els atacs de la Vendée, va posar els 500 homes que li quedaven en formació de quadre. En aquest moment, 150 soldats de l'antic regiment de Provença, que havien desertat per unir-se als Vendéans, van tornar a canviar de bàndol i van girar les armes contra els Vendéans. Aquest moviment va provocar confusió entre els últims que van fugir a la caiguda de la nit, perseguits pels republicans.
La victòria fou republicana, però el general Sandoz, que havia fugit, va ser retirat a París on va ser portat davant un tribunal militar que finalment el va absoldre.
Els republicans van perdre 4 morts i 12 ferits segons l'informe oficial. Els republicans van portar les pèrdues de Vendée a 300 morts, tot i que probablement aquest nombre va ser exagerat.